# Vestur-Húnavatnssýsla
Vestur-Húnavatnssýsla è una contea islandese, situata nella regione di Norðurland vestra. Questa contea ha una superficie di 2.508 km2 e, nel 2011, aveva una popolazione di 1 122 abitanti. Le principali risorse economiche della contea sono l'agricoltura e il turismo.

## Municipalità
La contea è situata nella circoscrizione del Norðvesturkjördæmi e comprende un solo comune:
- Húnaþing vestra
  - (Breiðabolsstaðir)
  - (Efri-Núpur)
  - (Hvammstangi)
  - (Lækjamót)
  - (Meistaður)
  - (Staður)
  - (Staðarbakki)
  - (Tjörn)
  - (Vesturhópshólar)
  - (Víðidalstunga)